# Zavrh nad Dobrno
Zavrh nad Dobrno este o localitate din comuna Dobrna, Slovenia, cu o populație de 253 de locuitori.